# Rhacophorus harrissoni
Rhacophorus harrissoni es una especie de ranas que habita en Brunéi, Indonesia y Malasia.
Esta especie está en peligro de extinción por la pérdida de su hábitat natural.